# 東普雷里 (密蘇里州)
東普雷里（英語：East Prairie）是位於美國密蘇里州密西西比縣的城市。

## 人口
根據2020年美國人口普查的數據，東普雷里的面積為3.24平方千米，皆為陸地。當地共有人口2943人，而人口密度為每平方千米908人。